# Typhlodromina conspicua
Typhlodromina conspicua är en spindeldjursart som först beskrevs av Garman 1948.  Typhlodromina conspicua ingår i släktet Typhlodromina och familjen Phytoseiidae. Inga underarter finns listade i Catalogue of Life.